# Erdem Zhigzhítov
Erdem Zhigzhítov (en ruso: Эрдэм Жигжитов; 5 de noviembre de 1977) es un deportista ruso que compitió en tiro con arco, en la modalidad de arco recurvo. Ganó dos medallas en el Campeonato Mundial de Tiro con Arco en Sala de 2005, oro individual y bronce por equipo.

## Palmarés internacional
| Campeonato Mundial en Sala | Campeonato Mundial en Sala | Campeonato Mundial en Sala | Campeonato Mundial en Sala |
| Año                        | Lugar                      | Medalla                    | Prueba                     |
| -------------------------- | -------------------------- | -------------------------- | -------------------------- |
| 2005                       | Aalborg (Dinamarca)        | Medalla de oro             | Individual                 |
| 2005                       | Aalborg (Dinamarca)        | Medalla de bronce          | Equipo                     |